# 鹿港文德宮
24°02′58″N 120°26′10″E / 24.049579°N 120.436132°E
鹿港文德宮，是位於臺灣彰化縣鹿港鎮街尾里的溫府王爺廟，舊廟因受九二一大地震而拆除，改建成今日金碧輝煌的鋼筋結構廟身。

## 沿革

### 早期歷史

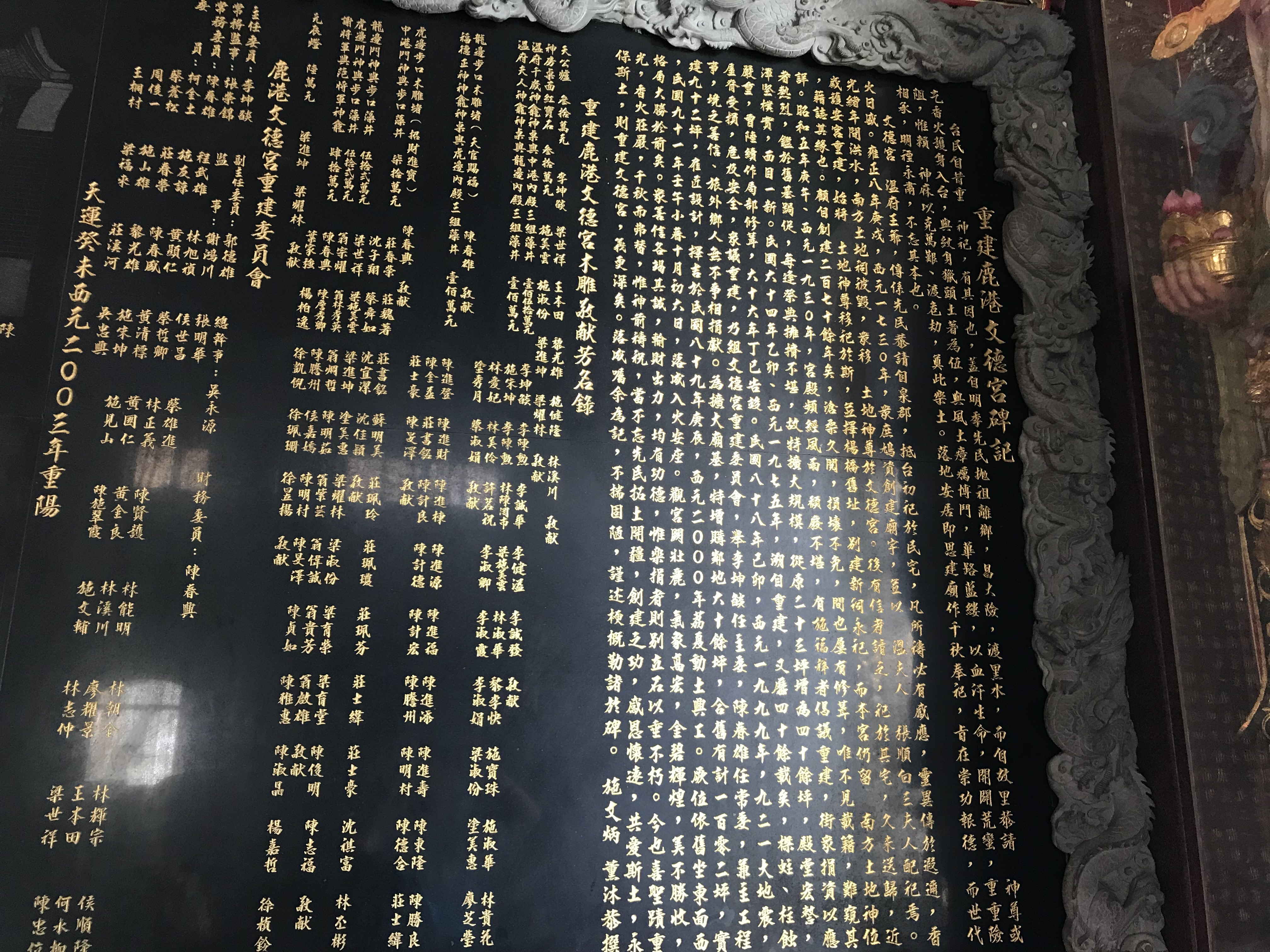
沿革

此廟相傳創建於雍正八年（1730年），位於鹿港老街的東南角，近鹿港龍山寺、文開書院、鹿港地藏王廟。祭祀溫府王爺三兄弟、與其三位夫人，並以農曆六月十六為祭祀日。信徒會向溫府夫人求姻緣。
1930年整修時由初露頭角的李松林負責木雕、石岡人黃演凱負責彩繪。
建材採用磚木混合，兩進三開間的屋面與大木不尚華麗，細木雕刻亦僅用於精要顯眼處，大塊牆面嵌以書法聯楹，形成一種儉約、樸素的氣氛；第一進拜殿兩側山牆上開有兩扇磨石子圓洞窗，讓拜殿三面採光、通風；用左側山牆扶壁及水泥拱圈連結拜殿與正殿柱子，增添空間的節奏感。
街尾里分為五角頭，而此廟為日治時期鹿港角頭廟建築的典型。

### 拆除舊廟
1980年代末期的鹿港居民反杜邦設廠事件，引起鹿港大專青年投入社會議題， 因此組成名為「鹿港發展苦力群」的文資團體搶救了被拆的鹿港日茂行。
2000年4月20日，鹿港發展苦力群成員陳永軒，投書呼籲拯救因九二一地震受損而即將被拆的鹿港文德宮，說此廟雖不屬於列級管理的古蹟，但絕對是一棟深具保存價值的歷史建築，放手任其被拆毀，將是每個人的一大損失。當時他就讀臺灣大學建築與城鄉研究所，對文德宮曾作深入田野調查。
21日，廟方管理人陳春興回應，同意地方文史工作者維護文化資產的看法，但以傳統砌磚木作興建，耗錢又費時，只好採現代鋼筋結構重建，但外貌盡量仿造現有風貌，至於有歷史價值的木作雕刻、樑柱、門板彩繪，願免費相贈給文史工作者。
24日，鹿港發展苦力群帶南華大學環境與藝術研究所的7位學生來為舊廟測繪，以求保有當年建構。陳永軒說此活動雖然救不了文德宮，但也讓地方角頭廟的價值凸顯，使眾人瞭解鹿港雖有許多明星古蹟，但地方人所依賴的生活空間如角頭廟卻未獲重視，也幾近拆光，期望鹿港能因此案例而重視整體規劃。
下周，廟宇拆除重建。

### 新廟建成

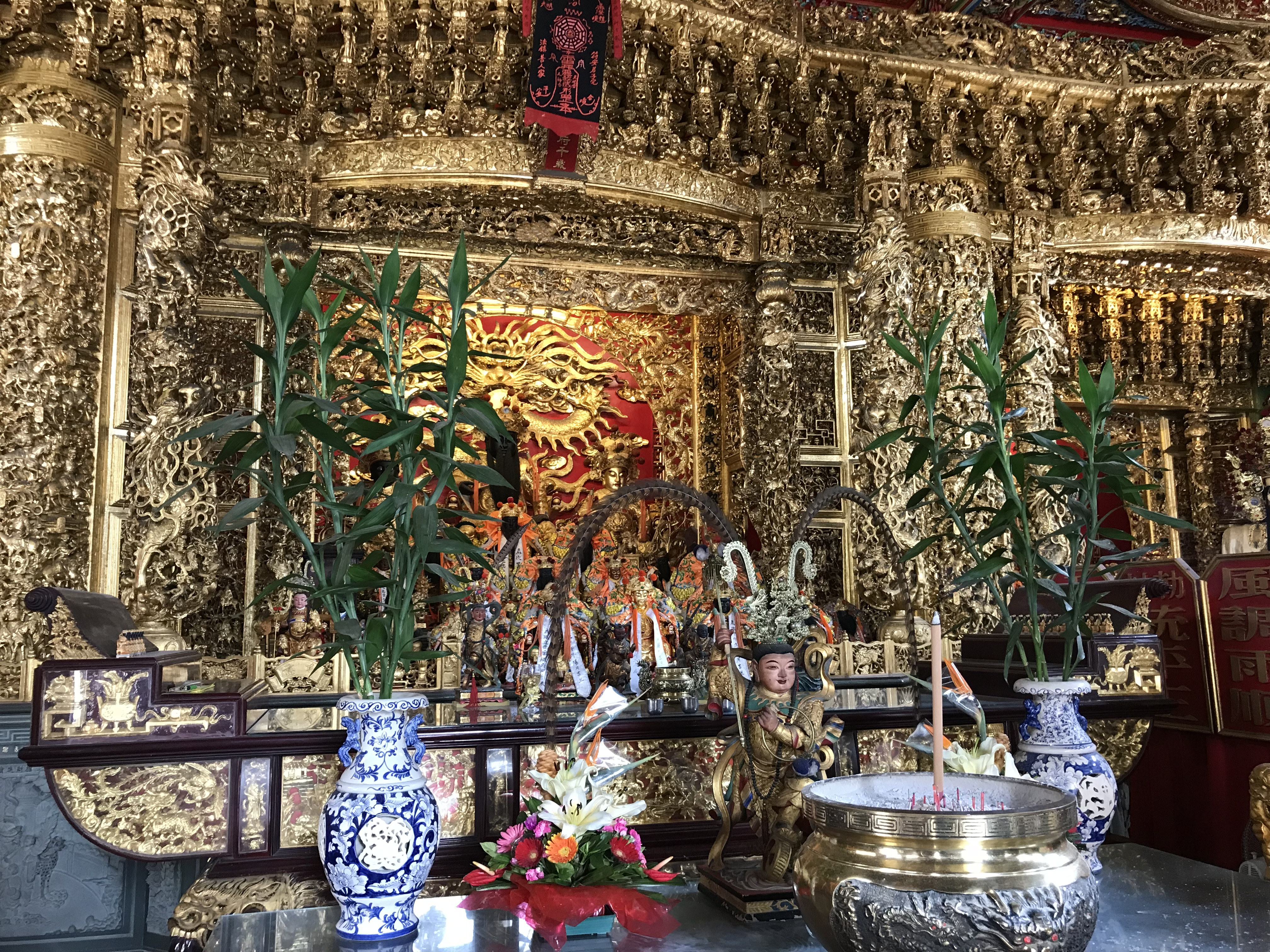
廟內金碧輝煌，被喚稱「金仔廟」。

2001年7月7日，新廟舉行上樑大典。2002年11月9日，舉行入火安座，由於該廟是鹿港街尾一帶的重要角頭廟，因此有大批信徒紛紛從外地趕來慶賀，鹿港鎮內各大小廟宇幾乎全體總動員。被譽為全鹿港最金碧輝煌的廟宇。
一般宮廟落成後就會舉行謝土儀式，但此廟直到2016年農曆十一月二十才舉行，由鹿港護安宮吳府千歲擔任副主普、鹿港紫極殿北極大帝作陪普，另外6家宮廟贊普。

## 外部連結
- 鹿港文德宮的Facebook專頁